# Sand (singel Saby)
Sand – singel duńskiej piosenkarki Saby, wydany 25 stycznia 2024. Piosenka reprezentowała Danię na 68. Konkursie Piosenki Eurowizji (2024). Utwór napisali Jonas Thander, Melanie Wehbe, i Pil Kalinka Nygaard Jeppesen.

## Lista utworów
| Digital download / media strumieniowe | Digital download / media strumieniowe | Digital download / media strumieniowe |
| Nr                                    | Tytuł utworu                          | Długość                               |
| ------------------------------------- | ------------------------------------- | ------------------------------------- |
| 1.                                    | „Sand”                                | 3:01                                  |

## Notowania na listach przebojów
| Kraj  | Notowanie (2024) | Najwyższa pozycja |
| ----- | ---------------- | ----------------- |
| Dania | Tracklisten      | 36                |